# فريق الحرس الملكي
فريق الحرس الملكي هو فريق رياضي عراقي سابق، اشترك في أولى بطولات الاتحاد العراقي لكرة القدم عام 1948، وفاز بسبع بطولات بين عامي 1950 و 1956. كما فاز بكأس الجيش أعوام 1948 و 1950 و 1955 و 1956.

## معرض صور

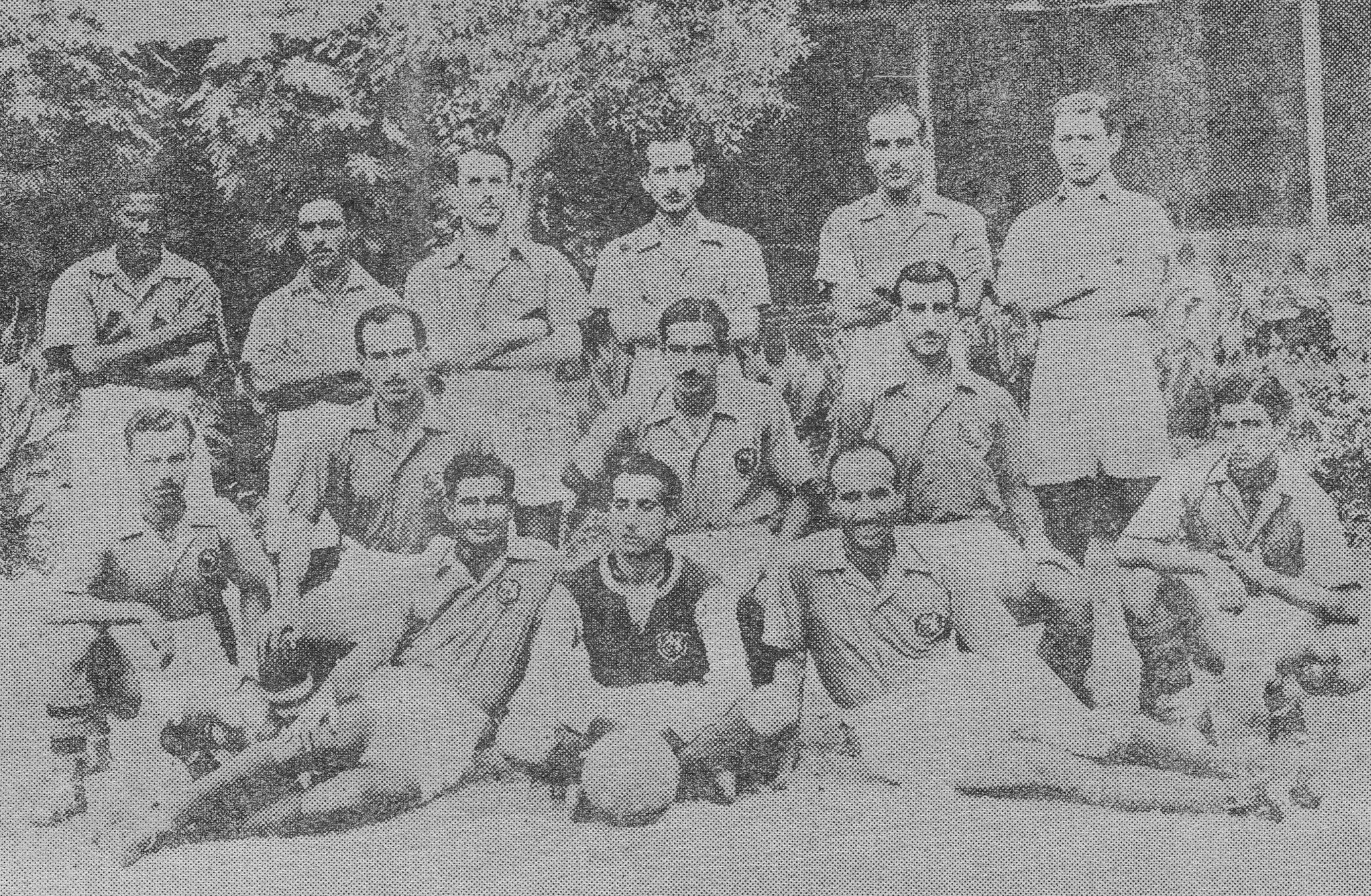
لاعبو فريق الحرس الملكي.